# La finta baronessa
La finta baronessa és una òpera en tres actes composta per Niccolò Piccinni sobre un llibret italià de Filippo Livigni. S'estrenà al Teatro dei Fiorentini de Nàpols l'estiu de 1767.
A Catalunya, s'estrenà el 1768 al Teatre de la Santa Creu de Barcelona.